# Suomi NPP
Suomi National Polar-orbiting Partnership (Suomi NPP) è un satellite artificiale per l'osservazione terrestre sviluppato dalla NASA come satellite dimostrativo del programma NPOESS, parte del programma Earth Observing System ma successivamente annullato dalla Casa Bianca. Il satellite venne lanciato il 28 ottobre 2011 dalla Vandenberg Air Force Base con un razzo Delta II.